# Атлантис
«Атла́нтис» (англ. Atlantis, «Атлантида») — многоразовый транспортный космический корабль НАСА, четвёртый спейс шаттл.

## История
Строительство «Атлантиса» было начато 30 марта 1980 года, а 13 апреля 1985 года «Атлантис» был передан в эксплуатацию НАСА. Шаттл был назван в честь океанографического исследовательского парусного судна, использовавшегося Океанографическим институтом Вудс-Хола с 1930 по 1966 год. «Атлантис» получил обозначение OV-104 (англ. Orbiter Vehicle — 104).
При строительстве «Атлантиса» было внесено множество улучшений по сравнению с его предшественниками. Он легче шаттла «Колумбия» на 3,2 тонны и на его строительство потребовалось в два раза меньше времени.
Первый полёт «Атлантис» совершил в октябре 1985 года, это был один из пяти полётов для министерства обороны США. В период с 1995 по 1997 год «Атлантис» совершил семь полётов к российской космической станции «Мир», в ходе которых был доставлен дополнительный стыковочный модуль для станции «Мир» и осуществлялась смена экипажей станции «Мир».
С ноября 1997 по июль 1999 года «Атлантис» был модифицирован — в нём было сделано около 165 усовершенствований.
Корабль использовался в съёмках фильма «Армагеддон», вышедшего на экраны в 1998 году.
С 2000 года «Атлантис» совершал полеты к МКС, принимал участие в сборке станции.
8 июля 2011 года «Атлантис» осуществил заключительный полёт по программе «Спейс Шаттл».

### Полёты
С октября 1985 по июль 2011 года шаттл «Атлантис» совершил 33 космических полёта, провёл на орбите 307 суток, пролетел в общей сложности 202,6 млн километров, совершил 4848 витков вокруг Земли. В состав его экипажей входило 189 человек.
| №  | Дата             | Обозначение      | Программа полёта                                                                                       |
| -- | ---------------- | ---------------- | --- |
| 1  | 3 октября 1985   | Атлантис STS-51J | Полёт для министерства обороны США.                                                                    |
| 2  | 26 ноября 1985   | Атлантис STS-61B | Запуск спутников Morelos-B, Optus-A2, Satcom-K2 и OEX Target.                                          |
| 3  | 2 декабря 1988   | Атлантис STS-27  | Полёт для министерства обороны США.                                                                    |
| 4  | 4 мая 1989       | Атлантис STS-30  | Запуск космического зонда «Магеллан».                                                                  |
| 5  | 18 октября 1989  | Атлантис STS-34  | Запуск космического зонда «Галилео».                                                                   |
| 6  | 28 февраля 1990  | Атлантис STS-36  | Полёт для министерства обороны США.                                                                    |
| 7  | 15 ноября 1990   | Атлантис STS-38  | Полёт для министерства обороны США.                                                                    |
| 8  | 5 апреля 1991    | Атлантис STS-37  | Запуск обсерватории гамма-лучей (Gamma Ray Observatory).                                               |
| 9  | 2 августа 1991   | Атлантис STS-43  | Запуск трансляционного спутника.                                                                       |
| 10 | 24 ноября 1991   | Атлантис STS-44  | Полёт для министерства обороны США.                                                                    |
| 11 | 24 марта 1992    | Атлантис STS-45  | Эксперименты с атмосферной лабораторией.                                                               |
| 12 | 31 июля 1992     | Атлантис STS-46  | Запуск спутника ЕСА.                                                                                   |
| 13 | 3 ноября 1994    | Атлантис STS-66  | Эксперименты с атмосферной лабораторией.                                                               |
| 14 | 27 июня 1995     | Атлантис STS-71  | Первая стыковка шаттла со станцией «Мир».                                                              |
| 15 | 12 ноября 1995   | Атлантис STS-74  | Доставка стыковочного модуля для станции «Мир».                                                        |
| 16 | 22 марта 1996    | Атлантис STS-76  | Стыковка со станцией «Мир».                                                                            |
| 17 | 16 сентября 1996 | Атлантис STS-79  | Стыковка со станцией «Мир». Замена экипажа.                                                            |
| 18 | 12 января 1997   | Атлантис STS-81  | Стыковка со станцией «Мир». Замена экипажа.                                                            |
| 19 | 15 мая 1997      | Атлантис STS-84  | Стыковка со станцией «Мир». Замена экипажа.                                                            |
| 20 | 25 сентября 1997 | Атлантис STS-86  | Стыковка со станцией «Мир». Замена экипажа.                                                            |
| 21 | 19 мая 2000      | Атлантис STS-101 | Сборка МКС.                                                                                            |
| 22 | 8 сентября 2000  | Атлантис STS-106 | Сборка МКС.                                                                                            |
| 23 | 7 февраля 2001   | Атлантис STS-98  | Сборка МКС.                                                                                            |
| 24 | 12 июля 2001     | Атлантис STS-104 | Сборка МКС.                                                                                            |
| 25 | 8 апреля 2002    | Атлантис STS-110 | Сборка МКС.                                                                                            |
| 26 | 7 октября 2002   | Атлантис STS-112 | Сборка МКС.                                                                                            |
| 27 | 9 сентября 2006  | Атлантис STS-115 | Первый, после более чем трёхлетнего перерыва полет шаттла, сборка и снабжение МКС (сегментов P3 и P4). |
| 28 | 8 июня 2007      | Атлантис STS-117 | Доставка и монтаж сегментов ферменной конструкции S3/S4.                                               |
| 29 | 7 февраля 2008   | Атлантис STS-122 | Сборка и снабжение МКС.                                                                                |
| 30 | 11 мая 2009      | Атлантис STS-125 | Техническое обслуживание телескопа «Хаббл».                                                            |
| 31 | 16 ноября 2009   | Атлантис STS-129 | Сборка и снабжение МКС.                                                                                |
| 32 | 14 мая 2010      | Атлантис STS-132 | Сборка и снабжение МКС, доставка российского исследовательского модуля «Рассвет».                      |
| 33 | 8 июля 2011      | Атлантис STS-135 | Сборка МКС. Последний полёт шаттла «Атлантис» и последний полёт по программе «Спейс Шаттл»             |

### Вывод из эксплуатации
Последний полёт «Атлантиса» был назначен на 14 мая 2010 года.
В 14:20 «Атлантис» стартовал с мыса Канаверал (Флорида) в свой 32-й полёт. На борту челнока находились 6 астронавтов, миссия которых продлилась 12 дней — они отправились на Международную космическую станцию (это был 11-й полет «Атлантиса» к МКС), чтобы доставить туда 12 тонн оборудования, включая российский исследовательский модуль «Рассвет» и совершили 3 выхода в открытый космос.
Однако ещё до начала 32-го полёта НАСА объявило, что намерено ещё раз запустить «Атлантис» летом 2011 года.
Последний 33-й запуск «Атлантиса», ставший заключительным полётом по программе «Спейс Шаттл», был осуществлён 8 июля 2011 года с сокращённым до четырёх астронавтов экипажем. В экипаж вошли: командир корабля астронавт Крис Фергюсон (для него полет на шаттле стал третьим в карьере), пилот шаттла Даг Херли (второй полет на шаттле) и специалисты полета — астронавты Сандра Магнус и Рекс Уолхайм.
19 июля шаттл отстыковался от модуля Harmony Международной космической станции (в 10:28 мск) и 21 июля (в 13:57 мск) вернулся на Землю.
После завершения эксплуатации шаттл был передан музею в Космическом центре им. Кеннеди на мысе Канаверал.

## Эмблемы миссий
| Эмблемы миссий «Атлантиса» | Эмблемы миссий «Атлантиса» | Эмблемы миссий «Атлантиса» | Эмблемы миссий «Атлантиса» | Эмблемы миссий «Атлантиса» | Эмблемы миссий «Атлантиса» | Эмблемы миссий «Атлантиса» | Эмблемы миссий «Атлантиса» |
| -------------------------- | -------------------------- | -------------------------- | -------------------------- | -------------------------- | -------------------------- | -------------------------- | -------------------------- |
|                            |                            |                            |                            |                            |                            |                            |                            |
| STS 51-J                   | STS 61-B                   | STS 27                     | STS 30                     | STS 34                     | STS 36                     | STS 38                     |                            |
|                            |                            |                            |                            |                            |                            |                            |                            |
| STS 37                     | STS 43                     | STS 44                     | STS 45                     | STS 46                     | STS 66                     | STS 71                     |                            |
|                            |                            |                            |                            |                            |                            |                            |                            |
| STS 74                     | STS 76                     | STS 79                     | STS 81                     | STS 84                     | STS 86                     | STS 101                    |                            |
|                            |                            |                            |                            |                            |                            |                            |                            |
| STS 106                    | STS 98                     | STS 104                    | STS 110                    | STS 112                    | STS 115                    | STS 117                    |                            |
|                            |                            |                            |                            |                            |                            |                            |                            |
| STS 122                    | STS 125                    | STS 129                    | STS 132                    | STS 135                    |                            |                            |                            |